# Premio Opera News
Premio Opera News es un galardón honorífico instituido por Opera News perteneciente al Opera Guild del Metropolitan Opera de Nueva York.
Se entrega anualmente desde 2005 a cinco personalidades del quehacer lírico, generalmente cuatro cantantes y un director de orquesta o de escena.

## Ganadores
- 2005: James Conlon, Régine Crespin, Plácido Domingo, Susan Graham, Dolora Zajick
- 2006: Ben Heppner, James Levine, René Pape, Renata Scotto, Deborah Voigt
- 2007: Stephanie Blythe, Olga Borodina, Thomas Hampson, Leontyne Price, Julius Rudel
- 2008: John Adams, Natalie Dessay, Renée Fleming, Marilyn Horne, Sherrill Milnes
- 2009: Martina Arroyo, Joyce DiDonato, Shirley Verrett, Gerald Finley, Philip Glass
- 2010: Jonas Kaufmann, Riccardo Muti, Patricia Racette, Kiri Te Kanawa, Bryn Terfel[2]
- 2011: Karita Mattila, Anja Silja, Dmitri Hvorostovsky, Peter Mattei, Peter Sellars[3]
- 2012: David Daniels, Simon Keenlyside, Eric Owens, Mirella Freni, Dawn Upshaw[4]
- 2013: Patrice Chéreau, Juan Diego Flórez, Christa Ludwig, James Morris, Nina Stemme[5]
- 2014: Piotr Beczała, Ferruccio Furlanetto, Sondra Radvanovsky, Samuel Ramey, Teresa Stratas[6]
- 2015: Joseph Calleja, Elīna Garanča, Waltraud Meier, Anna Netrebko, José van Dam[7]
- 2016: Robert Carsen, Christine Goerke, Yannick Nézet-Séguin, Matthew Polenzani, Frederica von Stade[8]
- 2017: William Christie, Fiorenza Cossotto, Vittorio Grigolo, Hei-Kyung Hong, Sonya Yoncheva[9]
- 2018: Ailyn Pérez, Rosalind Elias, Laurent Pelly, Luca Pisaroni, Ramón Vargas[10]